# EinsPlus

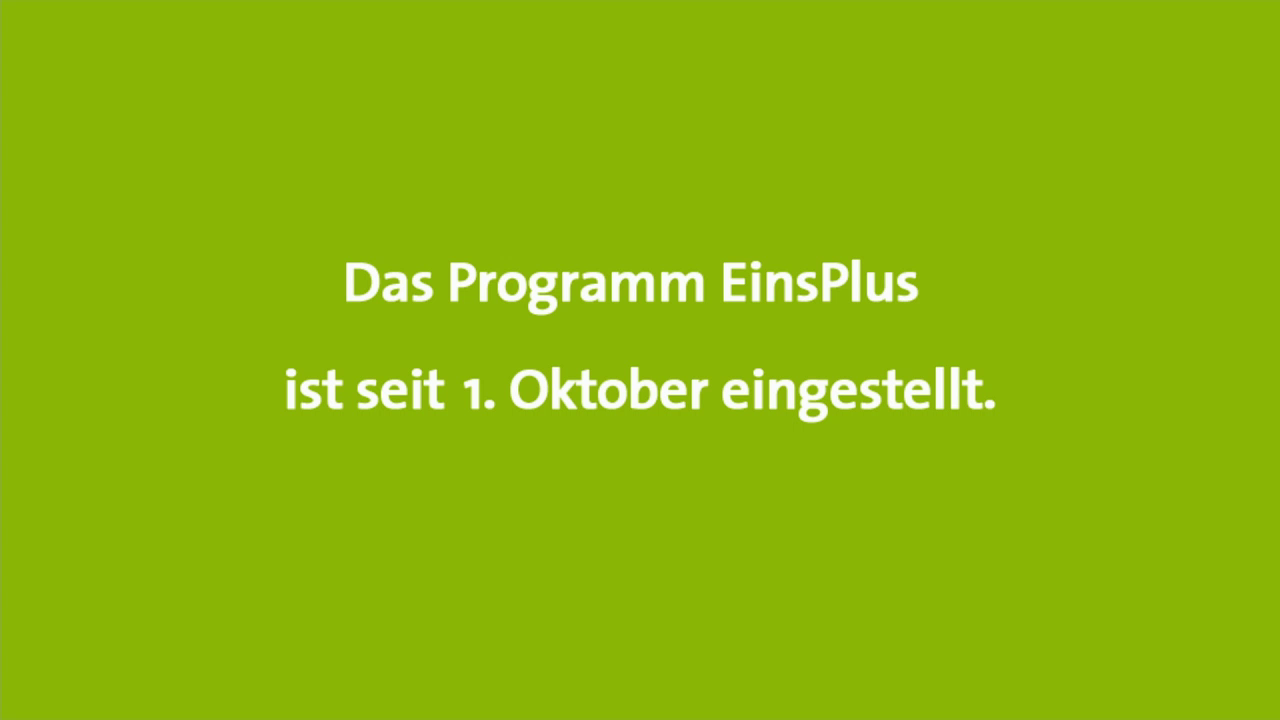
Hinweistafel auf dem Sendeplatz von EinsPlus, nachdem der Sender eingestellt wurde. (1. Oktober 2016)

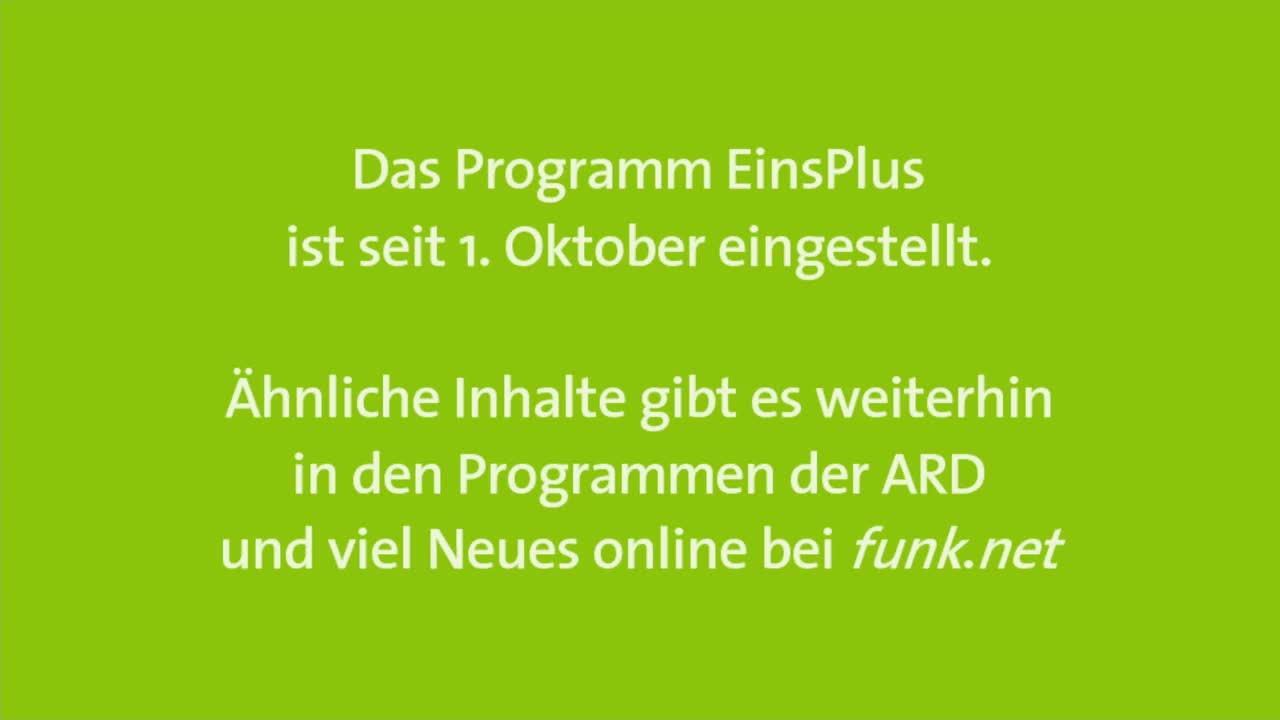
Zweite Hinweistafel wenige Tage nach der Einstellung (5. Oktober 2016)

EinsPlus war ein digitaler Fernsehsender der ARD, der im Rahmen des Bouquets ARD Digital ausgestrahlt wurde. Der Schwerpunkt von EinsPlus lag lange Zeit auf der Ausstrahlung von Ratgeber-, Service- und Wissenssendungen. Bis zur Einstellung bot EinsPlus ferner zu großen Teilen Programm für jugendliche und junge Zuschauer an, bestehend aus Magazinen, Konzerten, Informationen, Shows, Comedy, Serien und Filmen. Die Leitung von EinsPlus innerhalb der ARD lag beim Südwestrundfunk.
Am 17. Oktober 2014 wurde auf der Ministerpräsidentenkonferenz in Potsdam beschlossen, dass der Sender, ebenso wie ZDFkultur, eingestellt wird. Stattdessen gibt es funk, ein nicht-lineares digitales Inhaltenetzwerk von ARD und ZDF, das sich an die junge Zielgruppe richtet. Am 30. September 2016 um 24:00 Uhr wurde der Sendebetrieb eingestellt.

## Geschichte
Der Digitalsender startete am 29. August 1997 gemeinsam mit EinsExtra und EinsFestival auf der Internationalen Funkausstellung in Berlin unter dem Namen EinsMuXx. EinsMuXx sendete das Programm des Ersten zeitversetzt. So wurden die Sendungen vor oder nach der Ausstrahlung im Ersten gesendet. Das Motto des Senders lautete „Mehr vom Ersten“.
2000 gab es innerhalb der ARD Überlegungen, den Digitalsender EinsMuXx zu überarbeiten. Zwei Arbeitsgruppen arbeiteten an neuen Konzepten für den Sender. Ein Konzept sah die Umwandlung des Senders in einen Jugendkanal vor, eine Alternative war die Umwandlung in einen Musikkanal.
Der Sender strahlte zur Fußball-Europameisterschaft 2004 Wiederholungen der aktuellen Fußballspiele aus. Zwischen dem 14. und dem 29. August 2004 wurde EinsMuXx aus Anlass der Olympischen Sommerspiele in Athen durch den Sondersender Athen 1 ARD/ZDF ersetzt.
Nachdem die ARD ein neues Erscheinungsbild einführte, wurden schließlich am 23. April 2005 alle drei Digitalsender optisch überarbeitet und EinsMuXx wurde gleichzeitig in EinsPlus umbenannt, behielt aber zunächst sein Sendeschema.
Am 29. Oktober 2005 wurde das Konzept des Senders überarbeitet. Unter dem Motto „Mehr fürs Leben“ wurde EinsPlus zu einem Service- und Ratgebersender. Das zuvor rote Logo erhielt dabei die neue Farbe Grün. Das Programm wurde durchstrukturiert und dabei in vierstündige Themenblöcke gegliedert. Jeder Block erhielt seine eigene Farbe. Die Themen waren: Leben (orange), Reise (hellorange), Kochen (gelb), Natur (grün), Gesundheit (hellblau) und Wissen (blau). Sonntags wurde das reguläre Sendeschema unterbrochen durch drei zusätzliche Themenblöcke: Sonntagstour (dunkelgrün), Schwerpunkt (rot) und Verbrauchermagazine (violett). Die vierstündigen Themenblöcke wurden jeden Tag um vier Stunden versetzt ausgestrahlt. Beispielsweise am Montag um 8:00 Uhr und am Dienstag um 12:00 Uhr. Unter dem eingeblendeten Senderlogo (dem Cornerlogo) wurde ein Schrägbalken mit wechselnder Farbgebung eingeblendet, an dem man das Thema des aktuell ausgestrahlten Themenblocks erkennen konnte.
Anfang 2009 wurde das Sendeschema erneut überarbeitet und man verzichtete auf die bisherigen Ausstrahlungszeiten der Themenblöcke. Man führte u. a. eine Hauptsendezeit ein, in der Magazine und Dokumentationen ausgestrahlt werden, sowie eine neue Nachmittagsprogrammierung mit Sendungen zu den Themen Bildung und Wissenschaft. Gleichzeitig startete EinsPlus ab dem 13. Februar 2009 seine ersten eigenproduzierten und moderierten Sendungen. Dazu gehörten die drei Magazine in.puncto, leben! und lecker hoch 3. Am 7. März 2010 startete EinsPlus die Wissenschaftssendung Wissenswerk.
Danach wurden immer wieder weitere neue Sendungen auf EinsPlus getestet. Ende 2011 begann EinsPlus auch Unterhaltungssendungen ins Programm zu nehmen, dazu zählten Filme, die vorher im Programm nicht vorkamen (z. B. Homevideo), oder die Ratesendung Dings vom Dach.
Nach einer Programmumstrukturierung zum 30. April 2012 sollten mittels neuer Formate in der Primetime besonders die 14- bis 30-jährigen Zuschauer angesprochen werden. Dazu holte der Sender unter anderem Sarah Kuttner (Ausflug mit Kuttner) oder Grimme-Preisträger Philipp Walulis (Walulis sieht fern) an Bord. Weitere neue Formate waren die Musiksendung BEATZZ, die Wissens-Show Braintuning, das Computerspielemagazin RELOAD sowie das Talk- und Reportageformat Klub Konkret. Gekennzeichnet wurde das Jugendprogramm durch ein Logo, das einer Schablonenmalerei mit verlaufenden Farben ähnelt.
Am 27. November 2012 äußerte der Südwestrundfunk den Wunsch, EinsPlus mit einem Digitalprogramm des ZDF zu fusionieren. Der bei dieser Fusion neu entstehende Sender sollte gemeinsam von ARD und ZDF produziert werden und sich vorrangig an ein junges Publikum richten. Das ZDF äußerte sich zurückhaltend und wies darauf hin, dass dazu ein Beschluss der Politik unumgänglich wäre. Jedoch hatte sich das ZDF bereits im Vorfeld ähnlich geäußert und schloss eine Einstellung von ZDFkultur zugunsten eines gemeinsamen ARD-ZDF-Jugendkanals nicht aus.
2013 wurde das Logo von EinsPlus überarbeitet und um das Wort „Eins“ ergänzt. Im September 2013 wurde das Programmangebot für junge Zuschauer auf 16 Stunden täglich ausgeweitet. Auch die Internetseite des Senders wurde erneuert und EinsPlus erhielt das neue Motto „Fernsehen für Dich!“. Vom 5. Dezember 2013 bis zum 30. September 2016 sendete EinsPlus parallel in HD und Standardauflösung.

### Senderlogos

Logo von EinsMuXx vom 29. August 1997 bis 22. April 2005
EinsMuXx-Logo von 2003 bis 23. April 2005 (Die Idents von 1997 wurden weiterverwendet.)
Logo vom 23. April 2005 bis 28. Oktober 2005
Logo vom 29. Oktober 2005 bis 14. Januar 2013
Logo für das abendliche Programm für Junge vom 30. April 2012 bis 14. Januar 2013
Logo für das Serviceprogramm vom 15. Januar 2013 bis 30. September 2016
Logo für das Jugendprogramm vom 15. Januar 2013 bis 30. September 2016
Logo von EinsPlus HD vom 5. Dezember 2013 bis 30. September 2016

## Programm
Hauptbestandteil des Programms waren die sogenannten Rubriken, in denen einzelne Sendungen der ARD-Anstalten übernommen und neu zusammengestellt werden. Daneben gehörten zu den werktags ausgestrahlten Sendungen das ARD Buffet (Wiederholung vom Ersten 12:15 Uhr), das Zukunftsmagazin nano (3sat-Übernahme vom Vortag) sowie die Sendung Planet Wissen.
Um 19:30 Uhr wurden unterschiedliche Magazin- oder Reportageformate der Dritten wie z. B. Zapp, Druckfrisch, Schlaglicht, ARD-Ratgeber, MDR Garten, Im Grünen oder Rucksack ausgestrahlt.
Als Nachrichtensendung wurde lediglich werktags die 17:00-Uhr-Tagesschau von Das Erste übernommen.
Ab dem 30. April 2012 um 20:15 Uhr wurden Sendungen ausgestrahlt, mit denen vor allem 14- bis 30-jährige Zuschauer angesprochen werden sollen.
Als Lückenfüller im Morgenprogramm dienten Sendungen wie z. B. Schätze der Welt, Willi wills wissen – Gute Frage, nächste Frage! oder Tele-Gym.

### Eigenproduktionen
Zusätzlich zum von ARD-Anstalten übernommenen Programm wurden beispielsweise die Gesprächssendung leben! und ab 13. Februar 2009 das wöchentliche Trend- und Servicemagazin in.puncto als eigenständige EinsPlus-Sendungen ausgestrahlt. Im April 2010 startete das Wissens-Comedyformat "Es geht um mein Leben – die Sendung mit dem Krause". Die Liveübertragungen der Konzerte des New Pop Festivals im September 2009 und von Rock am Ring (in Zusammenarbeit mit MTV) im Juni 2010 wurden vom Südwestrundfunk für die Ausstrahlung bei EinsPlus produziert, 2011 war der SWR bzw. EinsPlus der einzige Bewegtbildproduzent von Rock am Ring. Seit 2013 wurde außerdem die Quizshow Wer’s bringt, gewinnt ausgestrahlt.

## Empfang
Die Verbreitung von EinsPlus erfolgte über ARD Digital über DVB-S, DVB-C und in Baden-Württemberg, Bayern und Rheinland-Pfalz auch über DVB-T. Darüber hinaus wurde EinsPlus über IPTV und über Zattoo ausgestrahlt. Ein Teil der Sendungen wurde zum Wiederaufrufen auch auf der Plattform YouTube bereitgestellt. In Rheinland-Pfalz und Baden-Württemberg wurde der DVB-T-Programmplatz von EinsPlus bereits einen Tag vor Einstellung durch das Programm One übernommen.